# Luciano Spadoni
Luciano Spadoni (...) è uno scenografo italiano.

## Biografia
Durante la carriera cinematografica Spadoni ha partecipato a 36 film, soprattutto come scenografo, ma anche come costumista o attore. Ha collaborato con svariati registi italiani e stranieri in film fantastici, film d'azione o d'avventura.

## Filmografia parziale
- Maciste all'inferno, regia di Riccardo Freda (1962) - scenografo
- Bianco, rosso, giallo, rosa, regia di Massimo Mida (1964) - scenografo
- I complessi, regia di Luigi Filippo D'Amico e Dino Risi (1965) - scenografo, costumista (segmento "Guglielmo il dentone")
- Made in Italy, regia di Nanni Loy (1965) - scenografo, arredatore
- La ragazza e il generale, regia di Pasquale Festa Campanile (1967) - architetto-scenografo
- Non sta bene rubare il tesoro, regia di Mario Di Nardo (1967) -scenografo
- Due volte Giuda, regia di Nando Cicero (1969) - arredatore, costumista
- A doppia faccia, regia di Riccardo Freda (1969) - scenografo, costumista, attore
- Basta guardarla, regia di Luciano Salce (1970) - scenografo
- Le avventure di Gerard, regia di Jerzy Skolimowski (1970) - architetto-scenografo
- Un'anguilla da 300 milioni, regia di Salvatore Samperi (1971) - costumista, attore
- Appassionata, regia di Gianluigi Calderone (1974) - scenografo
- Chi dice donna dice donna, regia di Tonino Cervi (1976) - scenografo, arredatore
- I soliti ignoti colpiscono ancora - E una banca rapinammo per fatal combinazion, regia di Franz Antel (1976) - scenografo
- Signore e signori, buonanotte, regia collettiva (1976) - scenografo, costumista
- Basta che non si sappia in giro, film ad episodi, regia di Luigi Comencini e Nanni Loy (1976) - scenografo (episodi 1 "L'Equivoco" e 2 "Macchina d'amore")
- Sette note in nero, regia di Lucio Fulci (1977) - architetto-scenografo
- Amore, piombo e furore, regia di Monte Hellman e Tony Brandt (1978) - scenografo, attore
- Nel silenzio della notte, regia di Bernard L. Kowalski - film TV (1978) - architetto-scenografo
- Interno di un convento, regia di Walerian Borowczyk (1978) - arredatore
- Dottor Jekyll e gentile signora, regia di Steno (1979) - architetto-scenografo
- Yendo hacia ti, regia di Ferdinando Baldi (1981) - architetto-scenografo, costumista
- Sahara, regia di Andrew V. McLaglen (1983) - scenografo
- Phenomena, regia di Dario Argento (1985) - scenografo
- Il tesoro delle 4 corone, regia di Ferdinando Baldi (1983) - architetto-scenografo
- Donna sola, regia di Peter Sasdy (1983) - architetto-scenografo
- Il momento dell'avventura, regia di Faliero Rosati (1983) - architetto-scenografo
- Assisi Underground, regia di Alexander Ramati (1985) - scenografo
- Sottozero, regia di Gian Luigi Polidoro (1987) - scenografo
- Bye Bye Baby, regia di Enrico Oldoini (1988) - scenografo, costumista
- Rosso veneziano, regia di Étienne Périer (1989) - scenografo
- Doris una diva del regime, regia di Alfredo Giannetti - film TV (1991) - scenografo
- Sì, ti voglio bene, regia di Marcello Fondato - miniserie TV (1994) - scenografo
- Dollar for the Dead, regia di Gene Quintano - film TV (1998) - scenografo
- Gialloparma, regia di Alberto Bevilacqua (1999) - scenografo
- Qualcuno da amare, regia di Giuliana Gamba - miniserie TV (2000) - scenografo